# تپه قره‌سو
تپه قره سو مربوط به عصر مس - عصر مفرغ - عصر آهن است و در شهرستان بروجرد، بخش مرکزی، دهستان شیروان، ۷۰۰ متری جنوب روستای قره سو واقع شده و این اثر در تاریخ ۲۸ اسفند ۱۳۸۵ با شمارهٔ ثبت ۱۸۳۵۹ به‌عنوان یکی از آثار ملی ایران به ثبت رسیده است.